# Liste der Gemeindeverbände im Département Aveyron
Das Département Aveyron liegt in der Region Okzitanien in Frankreich. Es untergliedert sich in 20 Gemeindeverbände.
Siehe auch: Liste der Gemeinden im Département Aveyron

## Gemeindeverbände

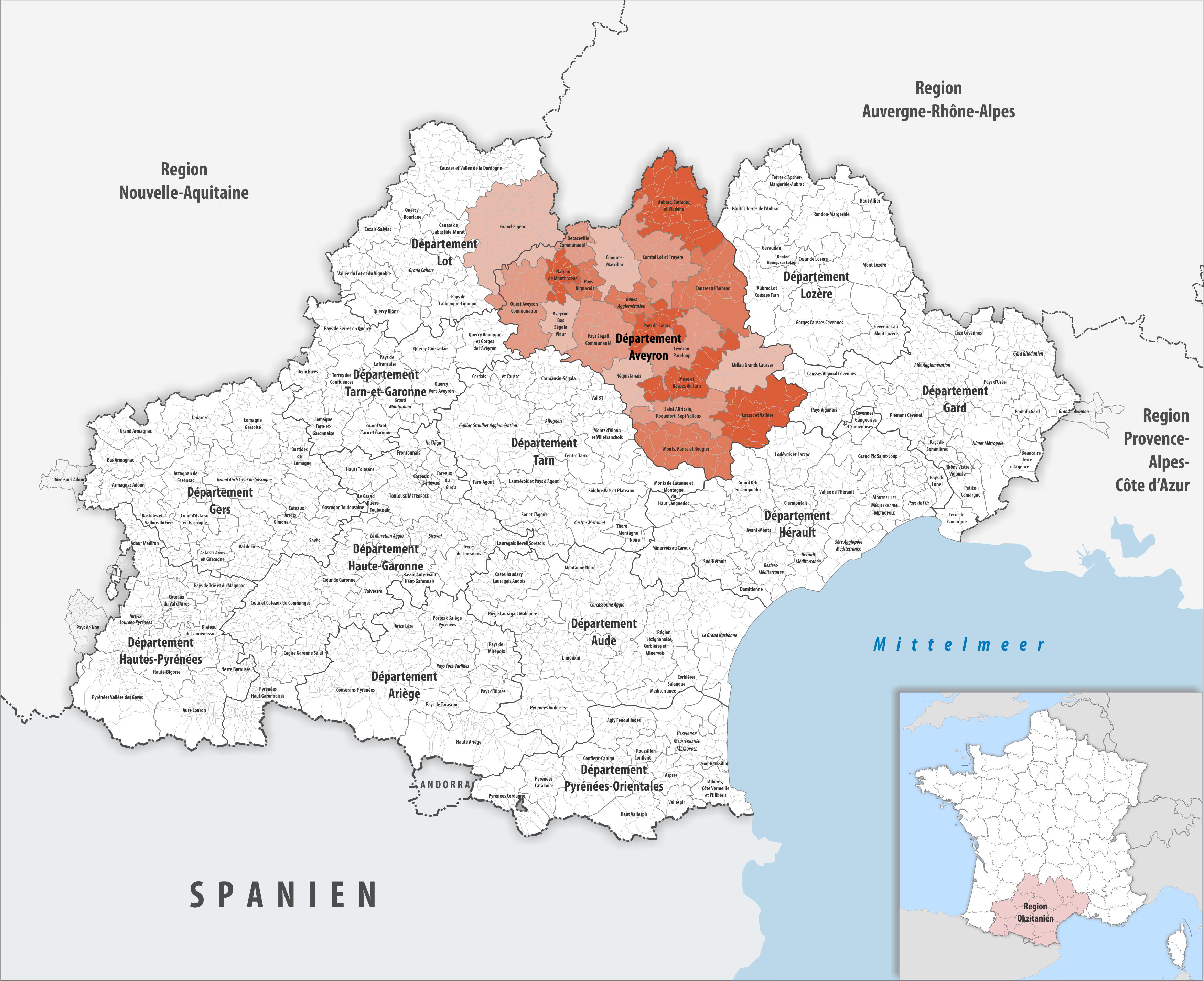
Gemeindeverbände im Département Aveyron

| Gemeindeverband                          | Gemeinden im Départ./Verband | Einwohner 1. Januar 2022 | Fläche km² | Dichte Einw./km² | SIREN- Nummer | Rechtsform                 | Gründungsdatum    |
| ---------------------------------------- | ---------------------------- | ------------------------ | ---------- | ---------------- | ------------- | -------------------------- | ----------------- |
| Aubrac, Carladez et Viadène              | 21/21                        | 9.928                    | 860,25     | 12               | 200 067 171   | Communauté de communes     | 2. November 2016  |
| Aveyron Bas Ségala Viaur                 | 7/7                          | 5.573                    | 262,12     | 21               | 241 200 807   | Communauté de communes     | 28. Dezember 2001 |
| Causses à l’Aubrac                       | 17/17                        | 14.487                   | 741,53     | 20               | 200 068 484   | Communauté de communes     | 23. November 2016 |
| Comtal Lot et Truyère                    | 21/21                        | 19.930                   | 645,86     | 31               | 200 067 478   | Communauté de communes     | 9. November 2016  |
| Conques-Marcillac                        | 12/12                        | 12.143                   | 418,26     | 29               | 241 200 641   | Communauté de communes     | 27. Dezember 1996 |
| Decazeville Communauté                   | 12/12                        | 17.928                   | 187,38     | 96               | 200 067 064   | Communauté de communes     | 25. Oktober 2016  |
| Grand-Figeac                             | 6/92                         | 43.924                   | 1.282,71   | 34               | 200 067 361   | Communauté de communes     | 10. November 2016 |
| Larzac et Vallées                        | 16/16                        | 6.730                    | 651,76     | 10               | 241 200 906   | Communauté de communes     | 13. Dezember 2004 |
| Lévézou Pareloup                         | 10/10                        | 5.332                    | 478,75     | 11               | 241 200 765   | Communauté de communes     | 15. Dezember 2000 |
| Millau Grands Causses                    | 14/15                        | 29.374                   | 511,68     | 57               | 241 200 567   | Communauté de communes     | 27. Dezember 1999 |
| Monts, Rance et Rougier                  | 23/23                        | 6.323                    | 652,37     | 10               | 200 067 163   | Communauté de communes     | 25. Oktober 2016  |
| Muse et Raspes du Tarn                   | 13/13                        | 5.413                    | 442,47     | 12               | 241 200 914   | Communauté de communes     | 20. Dezember 2004 |
| Ouest Aveyron Communauté                 | 27/29                        | 27.244                   | 668,00     | 41               | 200 069 383   | Communauté de communes     | 2. Dezember 2016  |
| Pays Rignacois                           | 8/8                          | 5.579                    | 161,85     | 34               | 241 200 625   | Communauté de communes     | 29. Dezember 1995 |
| Pays de Salars                           | 9/9                          | 8.004                    | 264,72     | 30               | 241 200 658   | Communauté de communes     | 31. Dezember 1996 |
| Pays Ségali Communauté                   | 23/23                        | 18.318                   | 579,91     | 32               | 200 068 831   | Communauté de communes     | 2. November 2016  |
| Plateau de Montbazens                    | 13/13                        | 6.206                    | 187,87     | 33               | 241 200 674   | Communauté de communes     | 31. Dezember 1996 |
| Réquistanais                             | 11/11                        | 5.187                    | 309,57     | 17               | 241 200 542   | Communauté de communes     | 20. März 2000     |
| Rodez Agglomération                      | 8/8                          | 56.303                   | 205,30     | 274              | 241 200 187   | Communauté d’agglomération | 20. Dezember 1999 |
| Saint Affricain, Roquefort, Sept Vallons | 14/14                        | 13.444                   | 432,43     | 31               | 200 067 155   | Communauté de communes     | 27. Oktober 2016  |